# 22185 Štiavnica
22185 Štiavnica è un asteroide della fascia principale. Scoperto nel 2000, presenta un'orbita caratterizzata da un semiasse maggiore pari a 3,1999893 UA e da un'eccentricità di 0,0096395, inclinata di 22,59809° rispetto all'eclittica.
L'asteroide è dedicato alla località slovacca di Banská Štiavnica.